# Siège de Barcelone (1713-1714)
 (novembre 2018).
Si vous disposez d'ouvrages ou d'articles de référence ou si vous connaissez des sites web de qualité traitant du thème abordé ici, merci de compléter l'article en donnant les références utiles à sa vérifiabilité et en les liant à la section « Notes et références ».
Pour les articles homonymes, voir Siège de Barcelone.
Guerre de Succession d'Espagne
Batailles
Campagnes de Flandre et du Rhin
- Landau (1702)
- Friedlingen (1702)
- Kehl (1703)
- Ekeren (1703)
- Höchstädt (1703)
- Spire (1703)
- Schellenberg (Donauworth) (1704)
- Blenheim (1704)
- Landau (1704)
- Vieux-Brisach (1704)
- Eliksem (1705)
- Ramillies (1706)
- Stollhofen (1707)
- Cap Béveziers (1707)
- Cap Lizard (1707)
- Audenarde (1708)
- Wynendaele (1708)
- Lille (1708)
- Gand (1708)
- Malplaquet (1709)
- Douai (1710)
- Bouchain (1711)
- Denain (1712)
- Bouchain (1712)
- Douai (1712)
- Landau (1713)
- Fribourg (1713)

Campagnes d'Italie
- Carpi (1701)
- Chiari (1701)
- Crémone (1702)
- Luzzara (1702)
- Verceil (1704)
- Cassano (1705)
- Nice (1705-1706)
- Calcinato (1706)
- Turin (1706)
- Castiglione (1706)
- Toulon (1707)
- Gaeta (1707)
- Cesana (1708)
- Syracuse (1710)

Campagnes d'Espagne et de Portugal
- Cadix (1702)
- Vigo (navale 1702)
- Cap de la Roque (1703)
- Gibraltar (août 1704)
- Ceuta (1704) (es)
- Málaga (1704)
- Gibraltar (1704-1705)
- Marbella (1705)
- Montjuïc (1705)
- Barcelone (1705)
- Badajoz (1705)
- Barcelone (1706)
- Murcie (1706) (es)
- El Albujón (1706) (es)
- Santa Cruz de Ténérife (1706) (en)
- Almansa (1707)
- Xàtiva (1707)
- Ciudad Rodrigo (1707) (en)
- Lérida (1707)
- Tortosa (1708)
- Minorque (1708)
- Gudiña (1709)
- Almenar (1710)
- Saragosse (1710)
- Brihuega (1710)
- Villaviciosa (1710)
- Barcelone (1713-1714)

Campagnes de Hongrie
- Saint-Gotthard (1703) (en)
- Biskupice (1704) (en)
- Smolenice (1704) (en)
- Koroncó (1704) (en)
- Zsibó (1705) (en)
- Saint-Gotthard (1705) (en)
- Trenčín (1708) (en)

Antilles et Amérique du sud
- Santa Marta (1702)
- Guadeloupe (1703)
- Nassau (1703)
- Colonia del Sacramento (1704)
- Carthagène (1708)
- Rio (1710)
- Carthagène (1711)
- Rio (1711)
- Cassard (1712)

Le siège de Barcelone, second siège de la ville depuis le début de la guerre après le siège de 1706, est la dernière bataille de la guerre de Succession d'Espagne, qui oppose de 1701 à 1714 l'archiduc Charles Louis d'Autriche, soutenu par la Grande-Bretagne, l'Autriche, les Pays-Bas et le Portugal, à Philippe V, soutenu par la France dans la lutte pour la succession au trône d'Espagne. 

## Le siège
Le maréchal de Berwick met le siège devant Barcelone, où les débris du corps expéditionnaire britannique commandé par James Stanhope se sont retranchés. Après 11 mois de blocus et 61 jours de tranchée ouverte, le chevalier d'Asfeld part à l'assaut de la tranchée et emporte la place le 11 septembre 1714 pour le compte de Philippe V. 

Le régiment de La Marine est chargé d'attaquer la courtine qui lie le bastion Sainte-Claire au bastion du Levant. Le signal est donné à quatre heures du matin et la courtine est emportée en un clin d'œil, et les soldats du régiment de La Marine arrivèrent aussitôt au secours des troupes qui attaquaient de front le bastion du Levant, tuant tout ce qui s'opposait à leur passage. Se jetant ensuite dans la ville, ils s'y assurent des principales positions, et s'y maintiennent jusqu'au soir, où les Barcelonais se rendent a discrétion.
Barcelone se défendit avec une opiniâtreté qui tenait du désespoir : femmes, prêtres, religieux, tous furent soldats. II périt, dans les attaques où dans les sorties, cinq cent quarante-trois moines ou ecclésiastiques. Les religieuses même mirent à leurs fenêtres des étendards faits avec de la toile rouge, pour montrer aussi qu'elles ne respiraient que le sang et le carnage.
La Principauté de Catalogne a combattu avec son armée de 10000 hommes.

## Commémorations
La Diada Nacional de Catalunya, la fête nationale de la Catalogne, est célébrée le 11 septembre. En mémoire des morts au siège de Barcelone de 1714, on leur offre chaque année des fleurs au Fossar de les Moreres, le cimetière de l'église Sainte-Marie-de-la-Mer, au quartier d'El Born. Les spectateurs de football du stade du Camp Nou entonnent également un cri indépendantiste 17 minutes et 14 secondes après le début des matchs en mémoire de ce siège.

## Unités engagées
Unités françaises ayant participé au siège :
- Régiment d'Auvergne : 50 000 soldats
- Régiment d'Arcy : 16 700 soldats, 200 canons, 30 mortiers
- Régiment de La Marine

## Postérité
- Centre culturel et mémoriel du Born[3]